# Mythologie roumaine
La mythologie roumaine est un exemple de mythologie païenne. Elle inclut de nombreux concepts très anciens, développés par les peuples des territoires roumains au cours des siècles. 

## Histoire

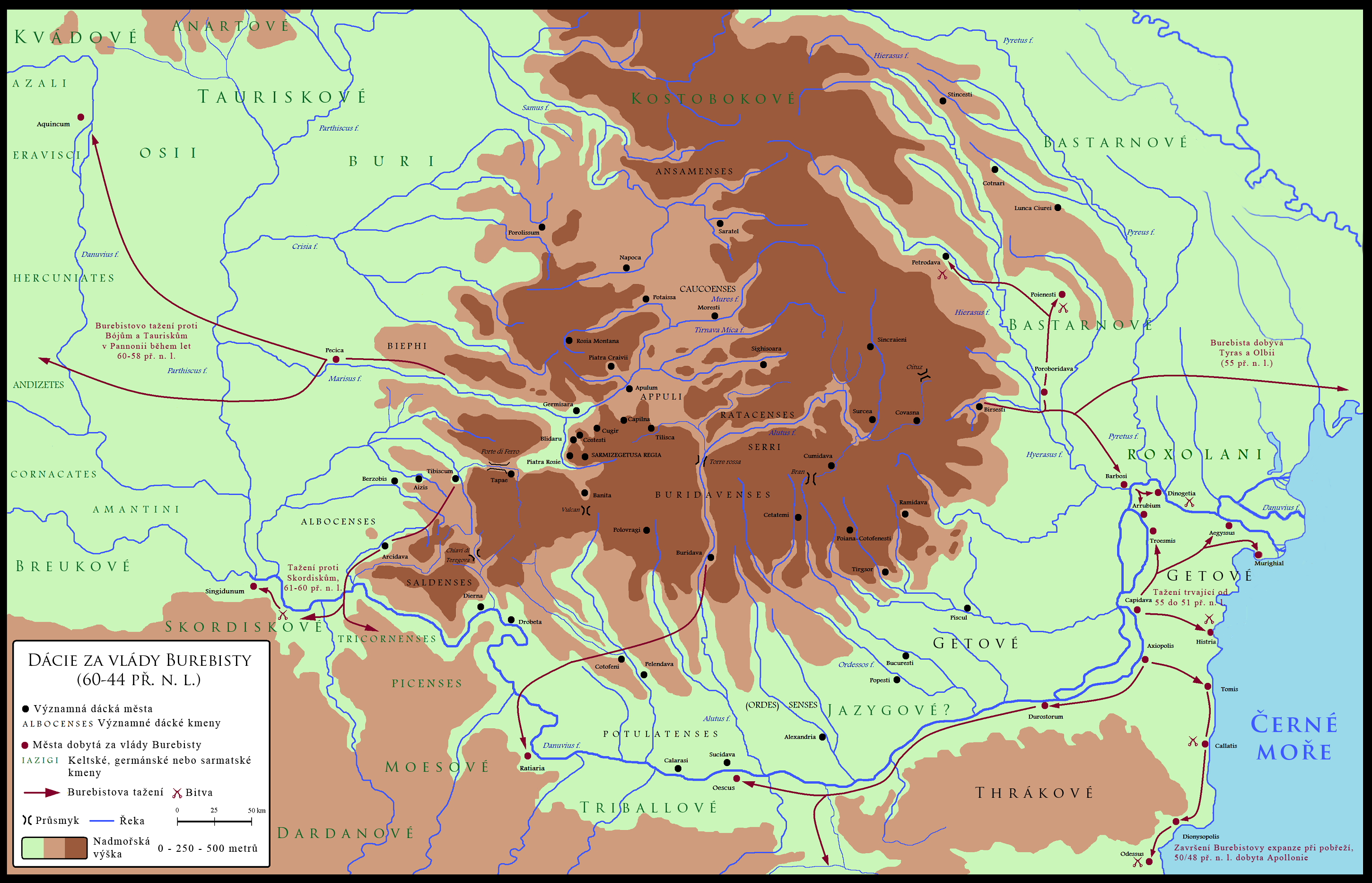
La Dacie dans l'Antiquité.

Le mot mythe est issu du grec ancien μῦθος (muthos), qui signifie «  parole, discours, récit, légende ». Ce terme renvoie à la parole non rationnelle, à la fable. La mythologie roumaine constitue l'ensemble de traditions, de mythes, de récits et de légendes concernant les populations ancestrales de l’actuelle Roumanie.   
La mythologie roumaine ancre ses racines parmi les paysans daces, ancienne population de la Dacie, dans l'Antiquité. De tradition orale, elle nous est parvenue grâce à des témoignages rédigés aux XIXe siècle et XXe siècle.  
La mythologie roumaine permet de comprendre la vision que les anciens Roumains se faisaient du monde. Elle éclaire sur « le cosmos, l’existence humaine, la vie, la mort, les rapports entre l’homme, Dieu et la nature ». 
Les Daces semblent avoir été religieux, mais peu d'éléments nous sont parvenus au sujet de cette religion. Les mythes ne paraissent pas être religieux. Il existe des divinités daces, mais leur étymologie reste incertaine. Hérodote prétend la religion dace était polythéiste, mais un prophète nommé Zalmoxis y avait introduit le culte d'une divinité suprême : Gebeleizis. Il s'agit d'un culte à mystères qui comprend l'idée de l'immortalité de l'âme, d'inspiration pythagoricienne, volontiers adopté par les polistes et tarabostes (aristocrates). Il cite une trentaine de divinités occupant le panthéon dace.

## Quelques créatures mythiques roumaines
Afin de comprendre la vision que les Roumains portaient sur le monde, sur la nature et sur l'univers, il semble important de connaître les mythes les plus populaires qui animent et rythment encore aujourd'hui la vie de beaucoup d'entre eux. 

### Le serpent blanc
Jules Verne fait référence à ce mythe dans son roman Le Château de Carpathes, publié en 1892. En effet, dans la mythologie roumaine, le serpent blanc est un protecteur des familles. Il protège, selon l’ethnologue Florin-Ionuţ Filip Neacşu, « la maison et la ferme de toute influence maléfique ». Le serpent reste très associé aux passages du temps : le protecteur de la maison devient le protecteur de son maître dans l’au-delà. Il est un véritable totem dans la mythologie roumaine. 
La plupart des historiens considèrent que ce mythe provient de la culture des Daces puisque sur leur étendard figurait un loup avec un corps de serpent.

### Le loup
Le loup, chez les Daces, fait passer les âmes des défunts vers l'autre monde; il les guide vers la lumière. Comme le serpent, le loup figurait sur l’étendard des Daces. L'emploi du terme « Loup » est proscrit dans la mythologie roumaine, il faut l'appeler « Seigneur » (mâle) ou « Dame » (femelle).  
À l’instar du serpent également, le loup semble protéger les populations contre le mal. Effectivement, les enfants malades sont nommés « loup » afin d'effrayer la maladie et la tenir à distance. De plus, afin de protéger les enfants, leur premier allaitement est effectué dans une sorte de biberon en forme de « gueule de loup ». Les adolescents, quant à eux, se déguisent en loup lors de leur initiation. De nombreuses parties du corps de l'animal sont utilisées pour faire des amulettes, des remèdes et des sortilèges.
Si le loup protège les populations daces, il les effraie également. Trente-cinq fêtes sont consacrées à l'animal dans le calendrier populaire.

### Les Strigoï
Le Strigoï est un mythe venu de Dacie inclus dans le folklore roumain. Il raconte l'histoire d'un défunt qui revient tourmenter les êtres vivants qui lui sont proches jusqu’à leur mort. Comme dans le mythe de Dracula, les Strigoï sont considérés comme des vampires puisqu’ils se nourrissent de sang. Ils constituent des créatures dangereuses dont les Roumains craignent l’apparition puisqu’ils viennent puiser l’énergie vitale des vivants. 
Par ailleurs, le mot Strigoï est très proche du mot « Stryges », qui réfère à des créatures de la mythologie grecque qui, comme les Strigoï, se nourrissent de sang et d’énergie vitale. Dans la mythologie des Daces, un défunt devenait un Strigoï lorsque son âme était tourmentée, c'est-à-dire qu’il n’avait pas atteint le paradis de Zalmoxis, figure religieuse venant de Thrace. 
Le Strigoï peut être vivant ou mort. Le vivant, appelé le Moroï, est un sorcier qui « vole la richesse des paysans ». Il peut aussi donner la mort aux hommes. Les Strigoï morts viennent affaiblir les vivants et notamment leurs proches jusqu’à la mort.

### Dracula
Le mythe de Dracula a été popularisé par le roman éponyme de Bram Stoker, publié en 1897. Il fait référence à Vlad Tepes, né en 1431 et couronné prince de Valachie en 1436. Vlad Tepes était un despote qui empalait ses victimes, ce qui lui a valu le surnom de Vlad l'Empaleur. Il a été appelé Dracula après sa mort; son père était Vlad Dracul, ce qui signifie le démon, le diable en roumain.  

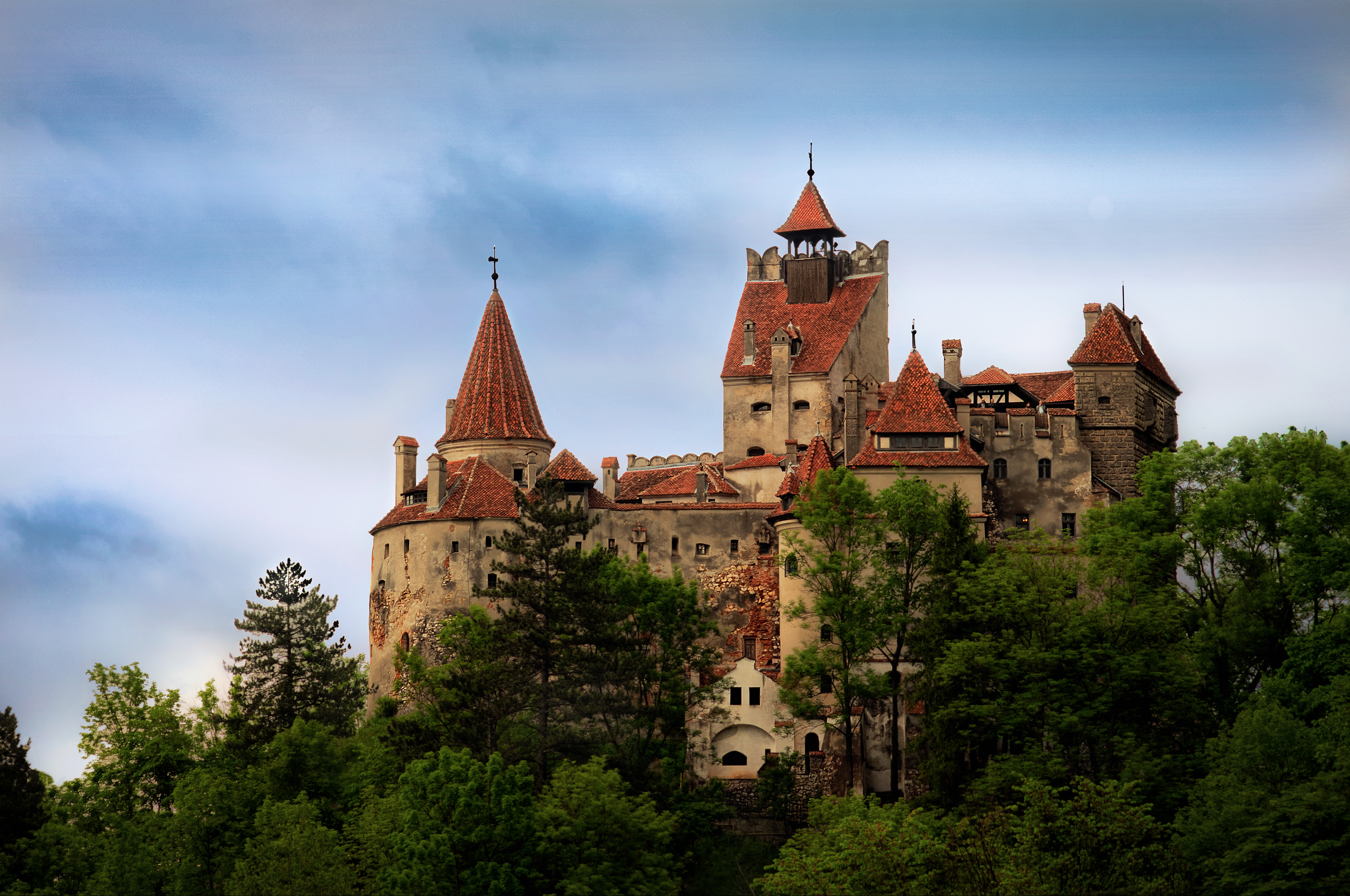
Le Château de Bran.

Le despote est mort dans des circonstances encore inconnues qui laissent place à de nombreuses suppositions. Selon le folklore, il se serait transformé en vampire. Au début des années 1930, lors d’une mission archéologique, sa tombe aurait été retrouvée quasiment vide, avec seulement quelques ossements. Cependant, rien ne permet de les attribuer à Vlad Tepes. 
Ainsi, ce tyran a été assimilé à un vampire, bien que le mot vampire soit apparu plus tard, au XVIIIe siècle. Mais ce mot exprime la fascination pour le mal, pour le sang ce qui semble en quelque sorte être en accord avec la vision que les gens avaient de Vlad l’Empaleur. 
Le roman de Bram Stocker marque l'introduction du personnage de Dracula dans les arts. Au cinéma, c'est d'abord Friedrich Murnau qui s'est emparé du mythe en 1922, dans son film Nosferatu. Le vampire a ensuite été incarné par Béla Lugosi en 1931 dans Dracula, de Tod Browning, et par Christopher Lee en 1958 dans Le cauchemar de Dracula, de Terence Fisher. 
Enfin, le mythe de Dracula reste encore très ancré dans les esprits de toutes les populations du monde entier, puisque chaque année un million de touristes visitent le château de Bran associé à Vlad Tepes.

## Les deux mythes de la spiritualité roumaine
La spiritualité des Roumains semble avoir été guidée par deux mythes qui marquent une vision propre de l’univers et de l’existence. 

### Manole
Le mythe de Manole n’est pas à proprement parler roumain. En effet, ces derniers l’ont emprunté aux légendes d’Europe du Sud-est et se le sont approprié. Effectivement les légendes de ces régions d’Europe racontent que pour pouvoir durer, tout édifice « doit être « animé » par le sacrifice d’un être vivant, homme ou animal »
Pour ce qui concerne le mythe roumain, Manole, un contremaître souhaitait bâtir la cathédrale de Curtea de Argeș dans l’actuelle région de Munténie. Cependant, à chaque fois que lui et ses ouvriers entreprirent la construction de cette cathédrale, chaque nuit, cette dernière était détruite. Ainsi, Manole et son équipe décidèrent un jour que la première personne qui s’approcherait de l’édifice serait emmurée vivante.
Malheureusement, la première personne à s’approcher de la cathédrale en construction fût Ana, la femme de Manole, portant leur fils dans les bras. Manole pria Dieu qu’une tempête s’abatte sur sa femme pour que celle-ci fasse demi-tour, mais malheureusement, malgré la tempête, elle continua à avancer et Manole dut l'emmurer vivante ainsi que son fils. Après cet événement, Manole put achever la construction de la cathédrale.

### Miorita

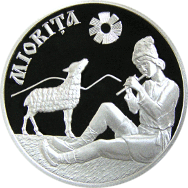
Image de la légende de Miorita

Miorita est un poème faisant partie de la tradition et du folklore roumains, racontant l’histoire d’un berger qui aurait été averti par une brebis qu’il allait se faire tuer par deux autres bergers voulant ses moutons et qui, plutôt que de prendre la fuite aurait attendu la mort et l’aurait acceptée.  
Ainsi ce poème permettait aux Roumains de ne pas considérer la mort comme terrible, mais comme permettant à l’homme de se connecter à la nature. Il faut savoir accepter la mort et la juger comme un phénomène beau et bénéfique permettant de s'élever.
Ce regard sur la mort est conforme à de multiples créations populaires roumaines. Les poésies de Mihai Eminescu, l’un des plus grands écrivains du XIXe siècle, en sont un des reflets. Cette conception influence l’ensemble du folklore roumain et accompagne les cérémonies funéraires. Mircea Eliade estime qu'il s’agit probablement d’une conception héritée des ancêtres géto-daces, ou d’une interprétation originale du christianisme.